# Fritillaria affinis
Fritillaria affinis (Schult. & Schult.f.) Sealy, 1868 è una pianta perenne monocotiledone appartenente alla famiglia delle Liliacee, diffusa in Nord America.

## Distribuzione e habitat
Questa specie è diffusa sul versante occidentale del Canada (British Columbia) e degli Stati Uniti (California, Idaho, Montana, Oregon, Washington).